# Vitali Tchekhover
Vitali Aleksandrovitch Tchekhover est un joueur d'échecs, un compositeur d'études d'échecs et un problèmiste soviétique né le 22 décembre 1908 à Saint-Pétersbourg et mort le 11 février 1965 à Léningrad. Champion de Léningrad en 1937 et 1949, Tchekhover reçut le titre de maître international du jeu d'échecs à sa création en 1950. Il était un compositeur de problèmes d'échecs et un spécialiste de l'étude d'échecs et de la finale artistique. En 1956, il fut nommé juge international pour la composition lors de la création du titre. Il obtint le titre de maître international de la composition en 1961. Tchekhover était également un musicien et un  pianiste.

## Carrière de joueur
En 1936, Tchekhover remporta le championnat des jeunes maîtres de l'URSS à Léningrad, ex æquo avec Vsevolod Rauzer et le championnat des syndicats à Moscou, ex æquo avec Gueorgui Lissitsine (le match de départage se termina par l'égalité entre les deux joueurs). En 1937, il remporta le championnat de Léningrad, ex æquo avec Tolouch et Rovner.
Il a participé à cinq championnats d'URSS : en 1933, il finit septième avec 11 points sur 19 ; en 1934-1935, il termina 5e-8e avec 10,5 / 19 ; en 1937, il ne marqua que 7,5 points sur 19 et il termina 16e. En 1939, avec 10,5 points sur 17, il fut quatrième-cinquième. En 1940 et 1944, il fut éliminé lors de la demi-finale du championnat d'URSS. En 1944, il remporta le championnat d'Ouzbekhistan à Tachkent.
Après la Seconde Guerre mondiale, Tchekhover marqua la moitié des points (8,5 / 17) lors du championnat d'URSS 1945 à Moscou. 
Lors du tournoi international de Léningrad 1946, il termina deuxième ex æquo. Il remporta le championnat de Léningrad en 1939.
Dans les années 1950, Tchekhover reçut le titre de maitre international et participa à plusieurs championnats de Léningrad.

## Contributions à la théorie des ouvertures
La variante Tchekhover-Rabinovitch est une variante de la défense ouest-indienne analysée par les deux joueurs dans les années 1930 et jouée pour la première fois par Reuben Fine.
La variante Tchekhover, appelée aussi variante hongroise, est une variante de la défense sicilienne, jouée par Tchekhover contre Lissitsine à Léningrad en 1938.

## Compositeur d'études et spécialiste des finales
À partir de 1936, Tchekhover a publié plus de 160 études d'échecs.
À partir de 1947, il a participé au championnat d'URSS de composition échiquéenne et obtint le titre de maître international de la composition en 1961.
Tchekhover contribua au traité sur les finales de Youri Averbakh dans le chapitre consacré aux finales de cavaliers paru en russe en 1956 et réédité en 1972 qui a été traduit en allemand ((de)Lehrbuch der Endspiele) et en anglais :
- (en) Vitali Tchekhover, Youri Averbakh, Comprehensive Chess Endings, Knight Endings, Batsford, 1977.

Tchekhover a publié en 1959 un recueil en russe de 70 études de sa composition avec 14 finales issues de ses parties.
Tchekhover a publié avec Vladimir Korolkov un recueil d'études en russe d'Alekseï Troïtski paru à Moscou en 1959.

## Une partie
Tchekhover - Rudakovsky (en), Moscou, 1945
1. d4 d5 2. c4 e6 3. Cf3 Cf6 4. Fg5 Fe7 5. e3 0-0 6. Cc3 Cbd7 7. Dc2 c6 8. Fd3 dxc4 9. Fxc4 Cd5 10. Fxe7 Dxe7 11. 0-0 b5 12. Fe2 a6 13. Ce4 Fb7 14. Ce5 Tac8 15. Cxd7 Dxd7 16. Cc5 Dc7 17. Tfd1 Tcd8 18. Tac1 Fc8 19. De4 Cf6 20. Dh4 Da5 21. a3 b4 22. a4 Cd7 23. b3 Cxc5 24. Txc5 Db6 25. Tdc1 Fb7 26. a5 Da7 27. Fd3 g6 28. Df6 Td6 29. De7 Tfd8 30. h4 T8d7 31. Df6 Da8 32. Fe4 De8 33. h5 Td8 34. Fxc6 Fxc6 35. h6 Rf8 36. Txc6 Txc6 37. Txc6 Td7 38. Tc8 Dxc8 39. Dh8+ 1-0.